# 安帕賴區
安帕賴區是斯里蘭卡東部省的一個區。面積2,984平方公里。2001年人口592,997人。首府安帕賴。